# معركة ألمندراليخو

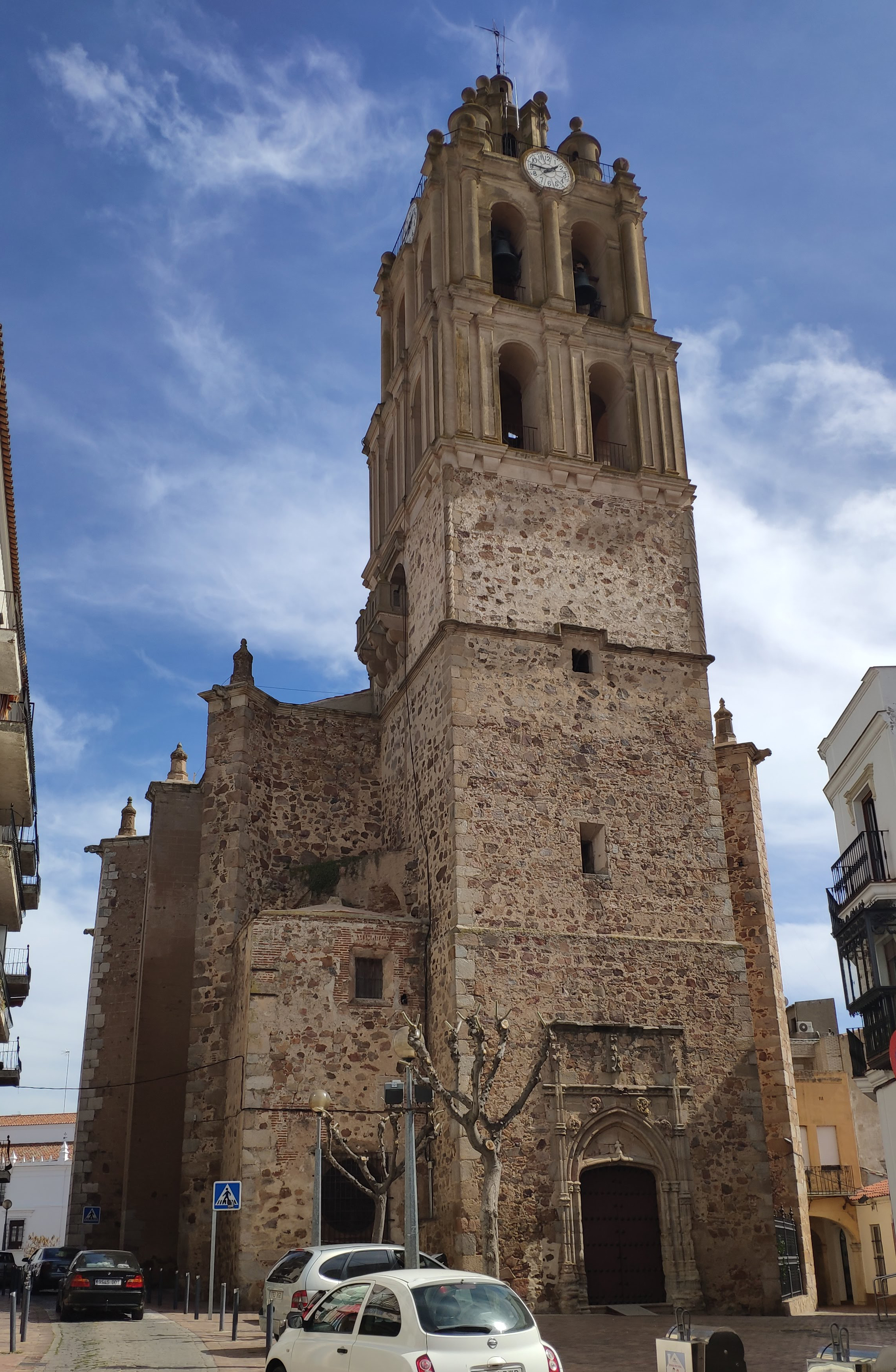

معركة ألمندراليخو هي معركة وأعقبتها مذبحة في ألمندراليخو (مقاطعة بطليوس) بإسبانيا شهر أغسطس 1936، خلال المراحل الأولى من الحرب الأهلية الإسبانية.
في 7 أغسطس 1936 استولت قوات الجنرال فرانسيسكو فرانكو، بقيادة غونزالو كيبو ديانو على مدينة ألمندراليخو. وبعد دخول تلك القوات انسحب رجال الميليشيات الجمهورية، لكن حوصر أربعين منهم في برج أبرشية التطهير الذي تهيمن صورته على المناظر الطبيعية المحيطة. فقررت القيادة العسكرية إشعال النار في الأبرشية وقصف البرج بمدفع مثبت في فوينتي لا نيجرا لإجبار الجمهوريين على الاستسلام. قتل جراء ذلك حوالي 1000 مدني. ولكن قبل وصول القوات المتمردة جرى إعدام «اليمينيين» المسجونين في سجن المدينة، وصلب بعضهم وإحراقهم. وكان يمكن رؤية ذلك لفترة في جدران السجن حيث تركت النيران آثارا عليها.
استمرت مقاومة الجمهوريين حتى 15 أغسطس 1936.